# 三根和起
三根 和起（みね かずき、1993年4月18日 - ）は、大阪府大阪市出身の元サッカー選手。ポジションはFW。

## 来歴
2011年4月、京都サンガF.C.U-18から2種登録選手としてトップチームに登録される。同年の高円宮杯U-18プレミアリーグ・ウエストでは得点王に輝く。同年12月、来季のトップチーム昇格が発表される。
2012年6月24日、水戸ホーリーホック戦でJリーグ初出場し、8月4日のコンサドーレ札幌戦でJリーグ初得点を記録した。
2013年はカターレ富山、2014年はAC長野パルセイロへ期限付き移籍。6月、契約期間終了に伴い京都へ復帰。
2016年よりアルビレックス新潟シンガポールへ期限付き移籍により加入した が、2016年シーズン終了後に京都を契約満了により退団。
2017年、ヴァンラーレ八戸に完全移籍した が、2017年シーズンをもって現役を引退した。

## 所属クラブ
ユース経歴
- FCルイ・ラモスヴェジット
- ガンバ大阪ジュニアユース
- 京都サンガF.C.U-18 (立命館宇治高等学校)
  - 2011年 京都サンガF.C. (2種登録)

プロ経歴
- 2012年 - 2016年  京都サンガF.C.
  - 2013年  カターレ富山 (期限付き移籍)
  - 2014年 - 同年5月 AC長野パルセイロ (期限付き移籍)
  - 2014年7月 - 2015年  Jリーグ・アンダー22選抜
  - 2016年  アルビレックス新潟シンガポール (期限付き移籍)
- 2017年  ヴァンラーレ八戸

## 個人成績
| 国内大会個人成績 | 国内大会個人成績 | 国内大会個人成績 | 国内大会個人成績 | 国内大会個人成績 | 国内大会個人成績 | 国内大会個人成績 | 国内大会個人成績 | 国内大会個人成績 | 国内大会個人成績 | 国内大会個人成績 | 国内大会個人成績 |
| 年度             | クラブ           | 背番号           | リーグ           | リーグ戦         | リーグ戦         | リーグ杯         | リーグ杯         | オープン杯       | オープン杯       | 期間通算         | 期間通算         |
| 年度             | クラブ           | 背番号           | リーグ           | 出場             | 得点             | 出場             | 得点             | 出場             | 得点             | 出場             | 得点             |
| 日本             | 日本             | 日本             | 日本             | リーグ戦         | リーグ戦         | リーグ杯         | リーグ杯         | 天皇杯           | 天皇杯           | 期間通算         | 期間通算         |
| ---------------- | ---------------- | ---------------- | ---------------- | ---------------- | ---------------- | ---------------- | ---------------- | ---------------- | ---------------- | ---------------- | ---------------- |
| 2012             | 京都             | 28               | J2               | 2                | 0                | -                | -                | 0                | 0                | 2                | 0                |
| 2013             | 富山             | 20               | J2               | 13               | 2                | -                | -                | 0                | 0                | 13               | 2                |
| 2014             | 長野             | 22               | J3               | 1                | 0                | -                | -                | -                | -                | 1                | 0                |
| 2014             | 京都             | 28               | J2               | 0                | 0                | -                | -                | 0                | 0                | 0                | 0                |
| 2015             | 京都             | 28               | J2               | 2                | 0                | -                | -                | 0                | 0                | 2                | 0                |
| シンガポール     | シンガポール     | シンガポール     | シンガポール     | リーグ戦         | リーグ戦         | リーグ杯         | リーグ杯         | シンガポール杯   | シンガポール杯   | 期間通算         | 期間通算         |
| 2016             | 新潟S            | 9                | Sリーグ          | 23               | 0                | 5                | 0                | 4                | 0                | 32               | 0                |
| 日本             | 日本             | 日本             | 日本             | リーグ戦         | リーグ戦         | リーグ杯         | リーグ杯         | 天皇杯           | 天皇杯           | 期間通算         | 期間通算         |
| 2017             | 八戸             | 20               | JFL              | 7                | 0                | -                | -                | 2                | 1                | 9                | 1                |
| 通算             | 日本             | 日本             | J2               | 17               | 2                | -                | -                | 0                | 0                | 17               | 2                |
| 通算             | 日本             | 日本             | J3               | 1                | 0                | -                | -                | 0                | 0                | 1                | 0                |
| 通算             | 日本             | 日本             | JFL              | 7                | 0                | -                | -                | 2                | 1                | 9                | 1                |
| 通算             | シンガポール     | シンガポール     | Sリーグ          | 23               | 0                | 5                | 0                | 4                | 0                | 32               | 0                |
| 総通算           | 総通算           | 総通算           | 総通算           | 48               | 2                | 5                | 0                | 6                | 1                | 59               | 3                |

その他の公式戦
| 2014   | J-22   | -      | J3     | 10 | 3 | 10 | 3 |
| 2015   | J-22   | -      | J3     | 5  | 1 | 5  | 1 |
| 通算   | 日本   | 日本   | J3     | 15 | 4 | 15 | 4 |
| 総通算 | 総通算 | 総通算 | 総通算 | 15 | 4 | 15 | 4 |

- Jリーグ初出場 - 2012年6月24日 J2第21節 水戸ホーリーホック戦（Ksスタ）
- Jリーグ初得点 - 2013年8月4日 J2第27節 コンサドーレ札幌戦（富山）

## タイトル
個人
- 高円宮杯 JFA U-18サッカープレミアリーグウエスト得点王：2011年

## 代表歴
- ナショナルトレセンU-14
- U-18日本代表
  - 2011年 アメリカ遠征、ダラスカップ